# Vera Gabrić Počuča
Vera Gabrić Počuča (Vrbas, 1950.) je vojvođanska diplomirana kiparica i povjesničarka umjetnosti iz Subotice.
Studirala na ja beogradskoj Akademiji likovnih umjetnosti. 
Radi pri subotičkom Međuopćinskom Zavodu za zaštitu spomenika kulture kao kiparica-restauratorica od 5. listopada 1978. godine.
Urednica je izdanja Örökségvedelem: a Szabadkari Községközi Műemlékvédelemi Intézet szövegtára ingatlan kulturális örökségünkről (ur. Vera Gabrić Počuča, fordítás, Jarrett Bakos Petra, Nagyar Izabella, Papp, Erika) iz 2006.
Suautorica je zbornika zaštite nepokretnih kulturnih dobara Međuopštinskog zavoda za zaštitu spomenika kulture Subotica Zaštitar (suautori Željko Vukelić, Augustin Juriga, Bela Duranci) Napisala je više tekstova na temu zaštite spomenika kulture.
Poznati kipovi:
- Brončani spomenik Balazsu Viragu 1986. u Čantaviru.[5]
- Spomenik barunu Lajosu Nagybudafalviju Vermesu (1860. – 1945.) koji se nalazi na Paliću, na mjestu održavanja Palićke olimpijade, između Ženskog štranda i Riblje čarde.[6] Postavljen je 2004., a konzultanti za gradnju bili su Bela Duranci, Gordana Vujnović Prćić, Ante Rudinski i Luka Aćimović, dok su lijevanje u gipsu napravili Daniela Mamužić, Ana Stojko i Pajo Gabrić.[1]
- Spomen bista Jeanu calvinu iz 2007., nalazi se u Ul. Ivana Gorana Kovačića i braće Radića, park ispred evangelističke crkve.[7]

Izlagala je na subotičkim salonima arhitekture. 
Godine 2002. je dobila Nagradu dr Ferenc Bodrogvári.